# Rohrstock

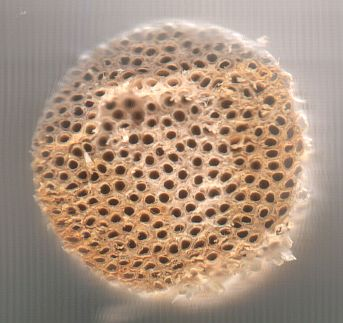
Im Querschnitt erkennt man die poröse Struktur, die Rattan sein geringes Gewicht und seine besondere Elastizität verleiht.

Ein Rohrstock oder auch Bakel (lateinisch. baculum = Stock, Stab) ist ein Geh- oder Schlagstock aus einer pseudo-verholzenden Pflanze, der leichter und wesentlich elastischer ist als ein Stock aus normalem Holz. Das Material kann zum Beispiel Schilf, Bambus oder Rattan sein.

## Materialien

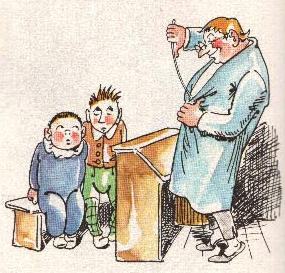
Der Rohrstock in der humoristischen Karikatur (Wilhelm Busch)

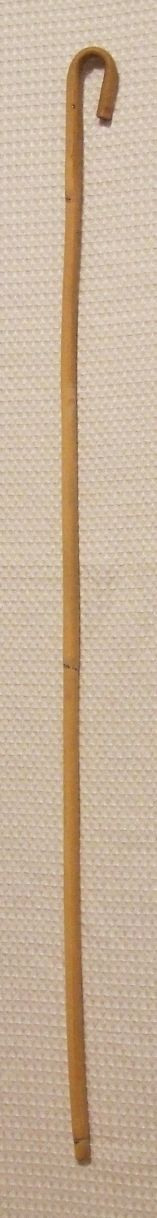
Rohrstock aus Rattan mit gebogenem Griff

Schilfrohr ist sehr leicht und zerbrechlich. Bambusrohr ist sehr biegefest und verwitterungsbeständig und wird in der Gärtnerei gerne als Wuchshilfe zum Anbinden von Pflanzen verwendet, splittert jedoch ebenfalls leicht. Rohrstöcke aus Rattan, im Deutschen auch Peddigrohr oder spanisches Rohr genannt, sind – trotz ihres Namens – nicht hohl, sondern aus einem schwammigen Holz und weisen eine von keinem anderen Holz erreichte Biegsamkeit auf.

## Geschichte

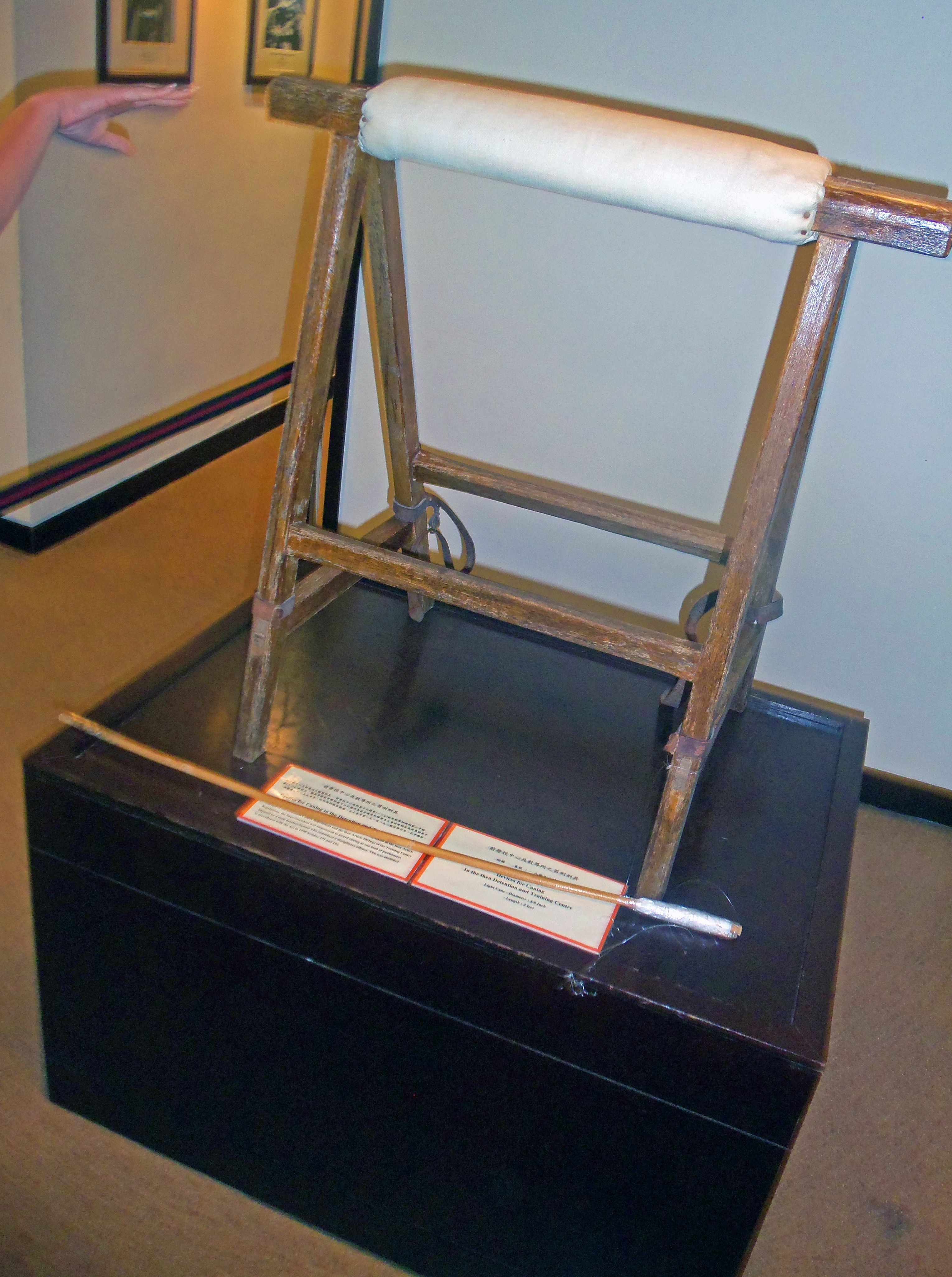
Rohrstock mit Prügelbock aus dem Strafvollzug

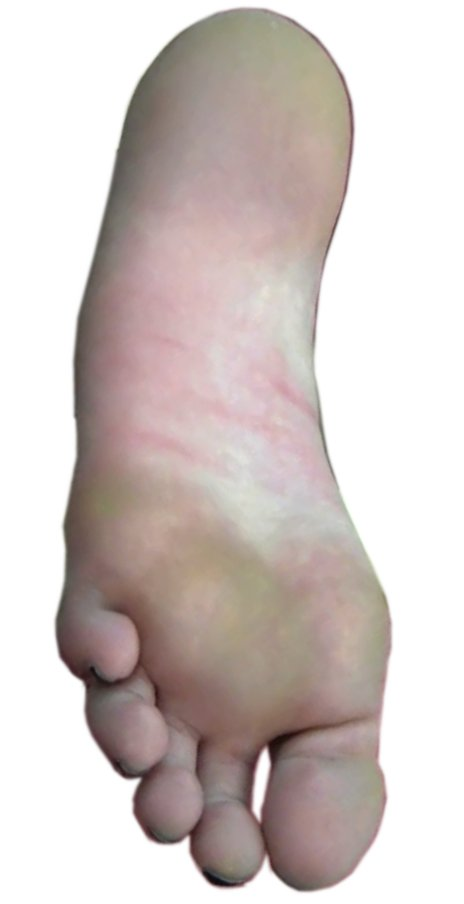
Spuren einer Züchtigung durch Rohrstockschläge auf die bloßen Fußsohlen

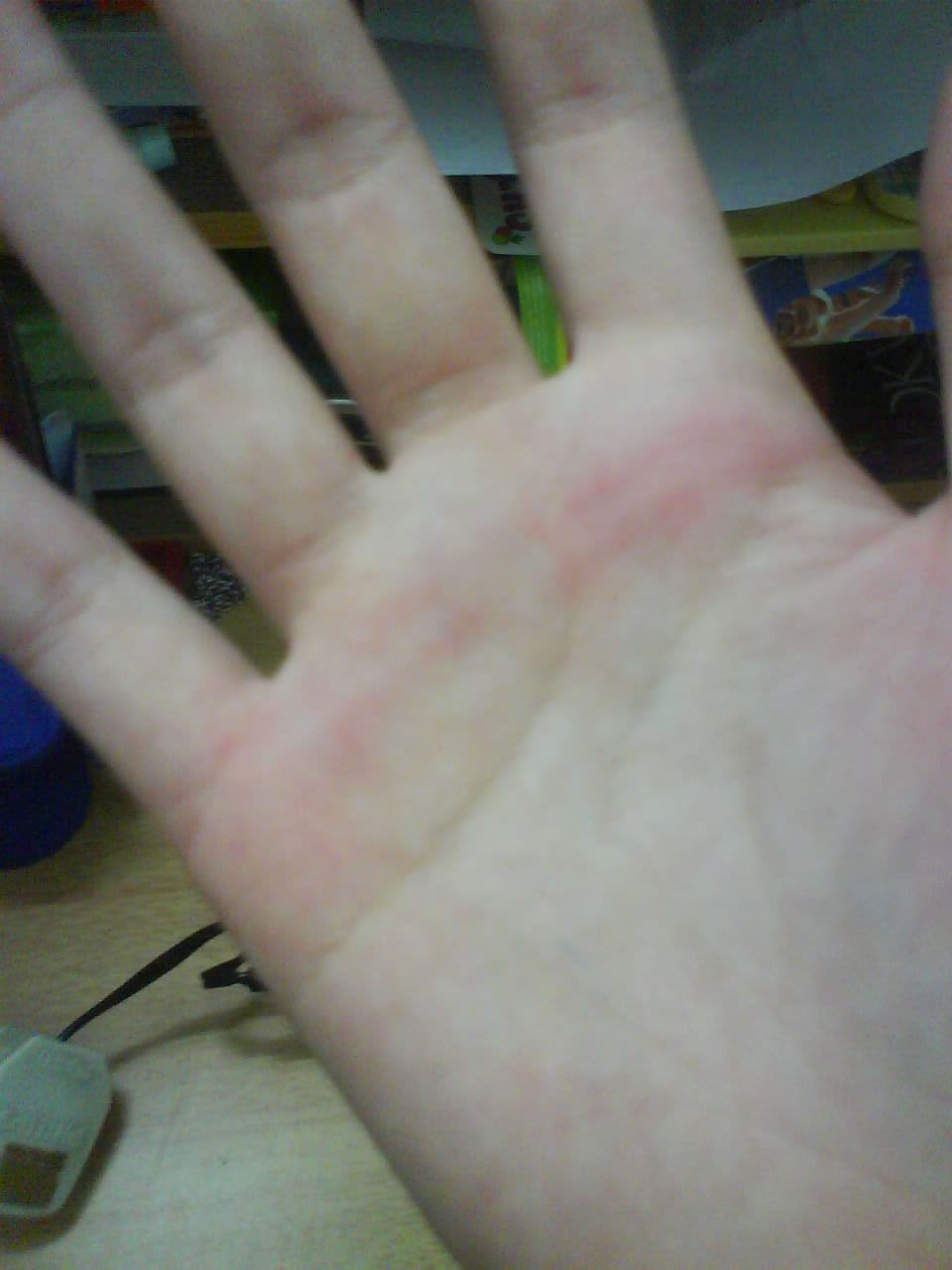
Doppelstrieme eines Rohrstockschlags

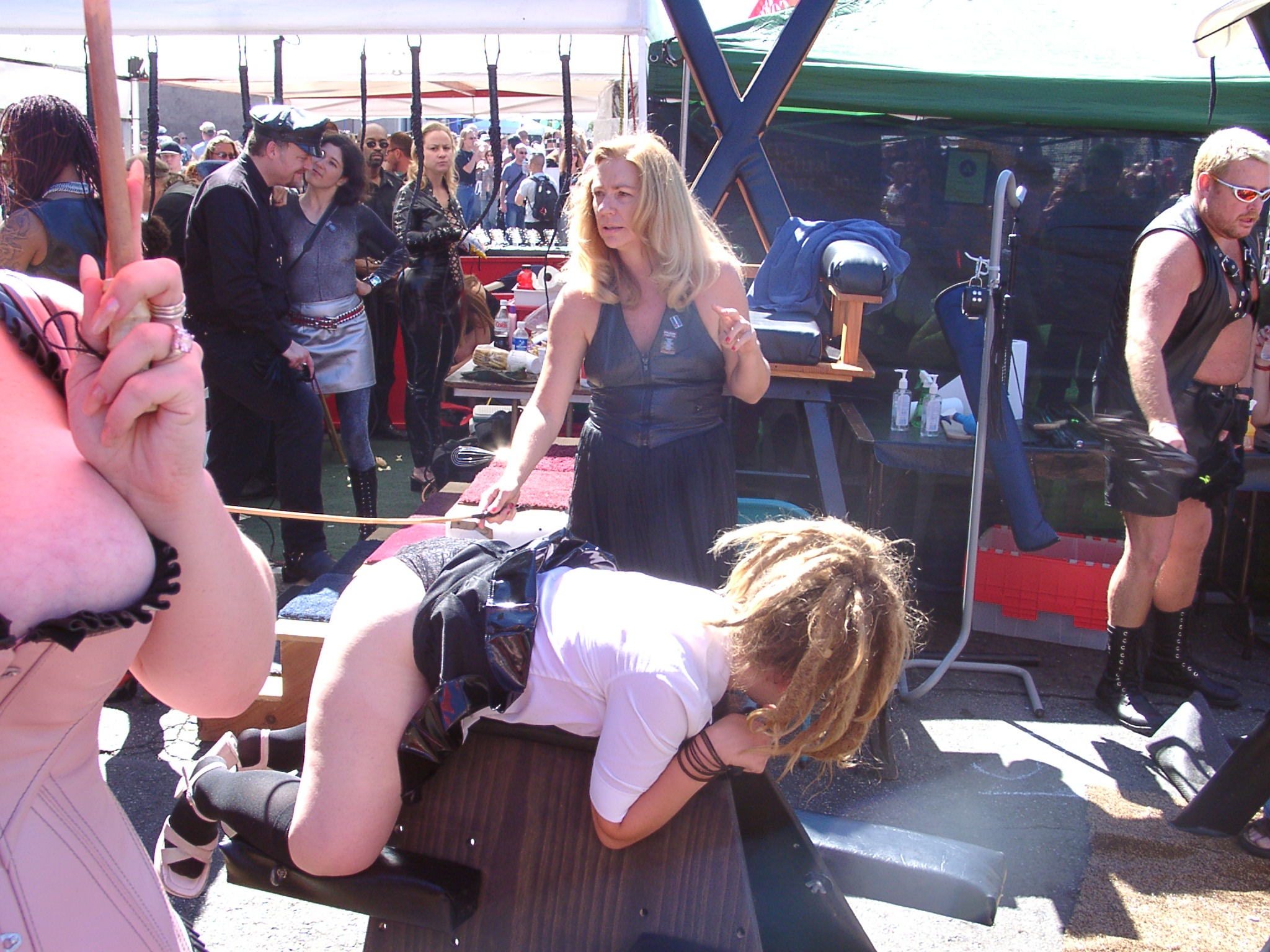
Demonstration erotischen Rohrstock-Spankings auf der Folsom Street Fair 2004 in San Francisco

Dickes Rattan eignet sich zum Bau von Möbelstücken und als Gehstock. Dünne Rattanstäbe (zwischen 4 mm und 12 mm Durchmesser) sind dagegen sehr flexibel und werden in vielen Ländern als Züchtigungsinstrumente im Strafvollzug verwendet.
Der Rohrstock aus Rattan – insbesondere aus dem malaiischen Malakka – ist dafür bekannt, dass damit verabreichte Hiebe sehr schmerzhaft sind, vor allem wenn sie in wiederholter Abfolge verabreicht werden und unmittelbar nach dem Auftreffen charakteristische rote Doppelstriemen, sogenannte „Zwillinge“, auf der bloßen Haut hinterlassen. Dies ist vor allem der Fall, wenn mit dem Stock die Lederhaut der Handflächen oder Fußsohlen getroffen wird.
Rohrstockhiebe wurden und werden in verschiedenen Ländern als Justizstrafen oder auch zur Disziplinierung von Häftlingen in der Regel im Dutzend oder einem Mehrfachen davon verabreicht. Hierfür wurde im Strafvollzug früher regelmäßig ein unterschiedlich ausgestalteter Prügelbock verwendet, sofern der Stock auf das oftmals unbedeckte Gesäß geschlagen wurde. Aber auch im Rahmen der Bastonade kam und kommt der Rohrstock in einigen Ländern noch regelmäßig zum Einsatz, indem er einem hierfür zumeist an eine entsprechende Vorrichtung gefesselten Sträfling unter die bloßen Fußsohlen geschlagen wird. Dies stellt sich für den oder die Betroffene als besonders schmerzvoll dar, zumal hierbei vielfach eine deutlich höhere Anzahl von mitunter mehr als hundert Hieben verabreicht wird. Auch im NS-Strafvollzug stellte dies eine gängige Form der körperlichen Züchtigung von Inhaftierten dar. Bis zur Mitte des 20. Jahrhunderts kam diese Züchtigungsmethode auch in Erziehungsheimen noch regelmäßig zum Einsatz.
Als Rattan-Rohrstöcke im 19. Jahrhundert nach Europa importiert wurden, gewannen sie nicht zuletzt wegen dieser Eigenschaft sehr rasch an Beliebtheit. An europäischen Schulen verdrängten sie sehr schnell die bis dahin üblichen Birkenruten als Züchtigungsinstrumente. In Schulen und Internaten erfolgten Strafen mit dem Rohrstock auf die ausgestreckten Hände oder, insbesondere bei Jungen – in meist gebückter Haltung oder über einem Pult liegend –, auf das Gesäß. Die Zahl der Hiebe lag üblicherweise zwischen zwei und vier (bei Applikation auf die Hände) bzw. drei und zwölf auf den gespannten Hosenboden. Als „six of the best“ ist im englischsprachigen Raum die – nur bei Jungen in Schulen oder Internaten praktizierte – sehr schmerzhafte Züchtigung des Gesäßes mit sechs Rohrstockhieben bekannt.

### 20. Jahrhundert
Laut einer Untersuchung des Hamburger Volkskundlers Walter Hävernick aus dem Jahr 1964 wurden damals etwas mehr als die Hälfte aller 15- bis 16-jährigen und jeder elfte 17-jährige mit dem Rohrstock geschlagen. In der Regel betraf es nur Jungen, während Mädchen meist erst mit 17 oder 18 Jahren mit der flachen Hand versohlt wurden, um unerwünschte sexuelle Aktivitäten zu unterdrücken. Eine Umfrage unter 233 Maschinenschlosserlehrlingen einer Hamburger Firma ergab seinerzeit, dass 82 Prozent Schläge als nicht ehrenrührig betrachteten und 71 Prozent eine strenge Erziehung für erforderlich hielten. Beim Vollzug hatte sich ein dreiteiliger Ritus herausgebildet:
1. Rücksprache, um dem Delinquenten die Gelegenheit zur Rechtfertigung, dem Strafenden die Möglichkeit zur Darlegung der Gründe zu geben;
2. Unterwerfung des Abzustrafenden unter die elterliche Autorität durch Herbeibringen des Vollzugsinstruments, das oft zur Abschreckung an der Wand hing;
3. Vollzug.

Neben dem Rohrstock und der Hand kamen auch Rute, Teppichklopfer, Kleiderbügel, Kochlöffel, Pantoffel und selten auch Peitsche oder Riemen zum Einsatz. Seit dem Zweiten Weltkrieg war in Deutschland nur mehr Halbglanzrohr verfügbar, das weniger durchzog und nicht so lange hielt wie das zuvor verfügbare Vollglanzrohr. Die Schläge wurden grundsätzlich auf das Gesäß verabreicht – entweder in gebückter Haltung oder über das Knie bzw. ein Sitzmöbel gelegt. Zur Strafverschärfung wurde auf die nackte Haut geschlagen, wobei diese Methode nach 1945 zunahm, was allerdings mehr auf die populär gewordenen Lederhosen zurückzuführen war, die die Wirkung sonst gemindert hätten.
In den Familien wurde der Rohrstock in Deutschland bis weit in die 1980er Jahre zur Züchtigung auf dem Gesäß verwendet; außerhalb Deutschlands ist er vor allem im Vereinigten Königreich (in der Familie) sowie in verschiedenen asiatischen Ländern (in der Schule) weiter in Gebrauch.
Im BDSM-Bereich ist der Rohrstock als Bestrafungsinstrument gebräuchlich. Hier wird jedoch oft darauf hingewiesen, dass wegen der starken Schmerzen und der Verletzungsgefahr nur sehr erfahrene Anwender diese Art der Bestrafung durchführen sollten.

## Sonstige Bezeichnungen
Im deutschsprachigen Raum (hauptsächlich Deutschland, Österreich, Liechtenstein und Schweiz) gab und gibt es verschiedene umgangssprachliche Bezeichnungen für den Rohrstock, wie „Meerrohr“, „Gelber Onkel“, „Flitschi“ oder „Stabl“. Euphemistische Bezeichnungen sind „Erziehungshelfer“, „Popotröster“ und „Bravmacher“.